# Chevron Corporation

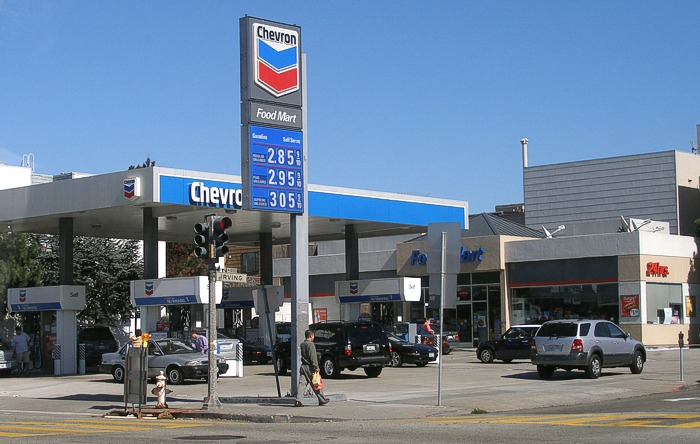
Chevron-tankstation

Chevron Corporation (voorheen: ChevronTexaco) is een Amerikaanse oliemaatschappij. Het behoort tot de 'Supermajor'-maatschappijen, de zes grootste staatsonafhankelijke oliemaatschappijen. Het hoofdkantoor is gevestigd in San Ramon, Californië.

## Activiteiten
Chevron is een grote producent van olie en aardgas. In 2021 produceerde Chevron 3,1 miljoen vaten olie-equivalent per dag waarvan ongeveer een kwart in de Verenigde Staten. De olie wordt grotendeels in eigen raffinaderijen verwerkt. Per dag kan zo'n 1,5 miljoen vaten ruwe olie worden omgezet in olieproducten. De motorbrandstoffen worden verkocht via een eigen wereldwijd netwerk van tankstations.
In het Nederlandse deel van de Noordzee is Chevron actief met de winning van olie, die via een pijpleiding bij Velsen aangeland wordt en in Amsterdam verder wordt verwerkt. In Nederland was in de jaren zestig van de 20e eeuw het benzinemerk bekend onder de naam Caltex. Dit werd in 1967, na de ontvlechting van het Caltex-bedrijf, gewijzigd in Chevron. Bij de overname van Texaco werden ook de Belgische Texaco-activiteiten in Chevron geïntegreerd. Chevron Belgium omvat kantoren en een smeermiddelenfabriek in Gent.

### Resultaten
De ontwikkeling van de omzet en winst is sterk afhankelijk van de ontwikkeling van de olieprijs op de wereldmarkt. De eigen productie van olie en aardgas schommelt al jaren tussen de 2,6 en 3,1 miljard vaten. In 2019 werd de winst gedrukt door een extra afschrijving van US$ 8,2 miljard op de belangen in Amerikaanse olievelden. In 2020 werden wederom extra afschrijvingen gedaan ter waarde van US$ 4,5 miljard en verder drukte de lage olieprijs het resultaat in de rode cijfers. Per jaareinde 2021 telde het bedrijf bijna 37.500 medewerkers, dit was ruim 7000 minder dan het aantal medewerkers per jaareinde 2019.
| Jaar | Omzet          | Nettoresultaat | Olieproductie (×1000 vaten/dag) | Gasproductie (×miljoen cf/dag) | Productie in BOE (×1000 vaten/dag) |
| Jaar | (×US$ miljard) | (×US$ miljard) | Olieproductie (×1000 vaten/dag) | Gasproductie (×miljoen cf/dag) | Productie in BOE (×1000 vaten/dag) |
| ---- | -------------- | -------------- | ------------------------------- | ------------------------------ | ---------------------------------- |
| 1980 | 29,9           | 1,8            |                                 |                                |                                    |
| 1990 | 29,4           | 0,3            |                                 |                                |                                    |
| 2000 | 32,7           | 2,1            |                                 |                                |                                    |
| 2005 | 148,0          | 13,3           |                                 |                                |                                    |
| 2010 | 198,2          | 19,0           | 1923                            | 5040                           | 2763                               |
| 2011 | 244,4          | 27,0           | 1849                            | 4941                           | 2673                               |
| 2012 | 230,6          | 26,2           | 1764                            | 5074                           | 2610                               |
| 2013 | 220,2          | 21,4           | 1731                            | 5192                           | 2597                               |
| 2014 | 200,5          | 19,2           | 1709                            | 5167                           | 2571                               |
| 2015 | 129,9          | 4,6            | 1744                            | 5269                           | 2622                               |
| 2016 | 110,2          | –0,5           | 1719                            | 5252                           | 2594                               |
| 2017 | 134,7          | 9,2            | 1723                            | 6032                           | 2782                               |
| 2018 | 158,9          | 14,8           | 1782                            | 6889                           | 2930                               |
| 2019 | 139,9          | 2,9            | 1865                            | 7157                           | 3058                               |
| 2020 | 94,5           | –5,5           | 1868                            | 7290                           | 3083                               |
| 2021 | 155,6          | 15,6           | 1814                            | 7709                           | 3099                               |
| 2022 | 235,7          | 35,5           | 1719                            | 7677                           | 2999                               |
| 2023 | 196,9          | 21,4           | 1830                            | 7744                           | 3120                               |
| 2024 | 193,4          | 17,7           | 1975                            | 8178                           | 3338                               |

## Geschiedenis
In 1876 ontdekte Star Oil ten noorden van Los Angeles olie. De productie was 25 vaten per dag, maar dit was het begin van de olie-industrie in Californië. Drie jaar later werd Star Oil overgenomen door de Pacific Coast Oil Company. Het was de grootste olieproducent in de staat toen het in 1900 werd opgekocht door Standard Oil. In 1907 veranderde de naam in Standard Oil Company (California). In 1909, spande het United States Department of Justice een gerechtelijk proces aan onder de Federale antitrustwet, waarna Standard Oil in 1911 in 34 bedrijven werd opgedeeld. Standard Oil Company (California) ging als zelfstandig bedrijf verder. In 1926 werd de naam opnieuw gewijzigd in Standard Oil Co. of California (SOCAL). In 1911 was afgesproken dat SOCAL alleen die naam mocht gebruiken in Californië, Nevada en Arizona, daarbuiten werden de producten verkocht onder de merknaam Chevron.
Op 29 mei 1933 tekende SOCAL een contract met koning Ibn Saud voor het zoeken en winnen van olie in Saoedi-Arabië. In ruil voor een forse som geld kreeg SOCAL het recht voor 60 jaar in een gebied van 360.000 mijl2 naar olie te zoeken. De concessie kwam in handen van het dochterbedrijf California-Arabian Standard Oil Company (CASOC). Het duurde vijf jaar voordat er succes werd geboekt, op een diepte van 1441 meter werd een olieveld aangeboord en op 3 maart 1938 stroomde de eerste olie uit bron Dammam nummer 7. De olie werd via een pijplijn naar een terminal bij Ras Tanura gepompt en in april 1939 werd de eerste tanker, SOCAL’s MS D.G. Scofield, met olie geladen.
SOCAL was een kleine maatschappij en had in 1936 de helft van de concessie verkocht aan Texas Oil Company. SOCAL had olie aangeboord in Bahrein, maar miste afzetkanalen hiervoor. De Texas Oil Company had wel distributie-activiteiten in Azië, maar had weer een tekort aan ruwe olie. De twee partijen vulden elkaar goed aan en richtten samen ook Caltex op. In 1944 veranderde de naam van de joint-venture in Arabian-American Oil Company (Aramco). Na de Tweede Wereldoorlog werd de druk op SOCAL groter om de productie uit te breiden. SOCAL kon de grote noodzakelijke investeringen niet dragen en zocht naar Amerikaanse partners met geld en afzetmarkten. Op 12 maart 1947 werden Standard Oil of New Jersey en Socony Vacuum nieuwe partners in de joint venture. Na de transactie hadden drie partners elk een belang van 30% en Socony Vacuum een aandeel van 10%. Op 30 december 1950 kwam Aramco voor 50% in handen van Saoedi-Arabië. In 1980 werden Aramco volledig genationaliseerd.
In 1984 werd Gulf Oil gekocht voor US$ 13 miljard en de combinatie ging verder als Chevron. Het werd de op twee na grootste oliemaatschappij van de Verenigde Staten, na Exxon en Mobil, met een totale omzet van US$ 57 miljard in 1983.
In 1993 werd Tengizchevroil (TCO) opgericht. In dit consortium heeft Chevron een aandelenbelang van 50%. TCO is de beheerder van het grootste olieveld in Kazachstan, het Tengizveld. In 2015 werd 27,1 miljoen ton olie uit het veld gehaald, ofwel 217 miljoen vaten. Chevron kondigde in 2016 een investering aan van US$ 37 miljard om de productie uit het veld te verhogen naar meer dan een miljoen vaten per dag. Volgens The Wall Street Journal zou Tengiz een van de meest winstgevende olievelden ter wereld zijn. Analisten schatten in dat het veld tussen 1993 en 2016 Chevron US$ 70 miljard aan omzet en US$ 40 miljard aan winst heeft opgeleverd.
Op 9 oktober 2001 gingen Chevron en Texaco samen na een overnamebod van US$ 44 miljard. De nieuwe naam werd "the ChevronTexaco Corporation". De twee hadden sinds 1934 al een gezamenlijk dochterbedrijf, Caltex, dat de raffinage en verkoop buiten de Verenigde Staten coördineerde. In 2005 werd het bedrijf weer Chevron Corp. genoemd, maar de naam ChevronTexaco wordt nog steeds veel gebruikt.
Op 10 augustus 2005 nam Chevron ook Unocal over. Unocal werd in 1890 opgericht als Union Oil Company of California. Chevron betaalde US$ 18 miljard voor de onderneming inclusief US$ 1,6 miljard aan schulden. Vlak voor de overname was Chevron met een omzet van US$ 143 miljard en een brutowinst van zo'n US$ 17 miljard het op vier na grootste oliebedrijf ter wereld. Unocal was met een jaaromzet van US$ 8 miljard en een operationele winst van US$ 1,7 miljard een relatief kleine speler, maar met aanzienlijke olie- en gasreserves in Azië.
In september 2006 werd bekendgemaakt dat Chevron samen met de Noorse oliemaatschappij Statoil en het Amerikaanse Devon Oil een veld had gevonden in de Golf van Mexico dat naar schatting tussen de 3 en 15 miljard vaten olie zou bevatten. De precieze volumes en de hoeveelheid olie die daadwerkelijk geproduceerd kan worden, zijn echter allerminst zeker. Het veld ligt op zo'n 280 kilometer uit de kust en ruim 9000 meter diep.

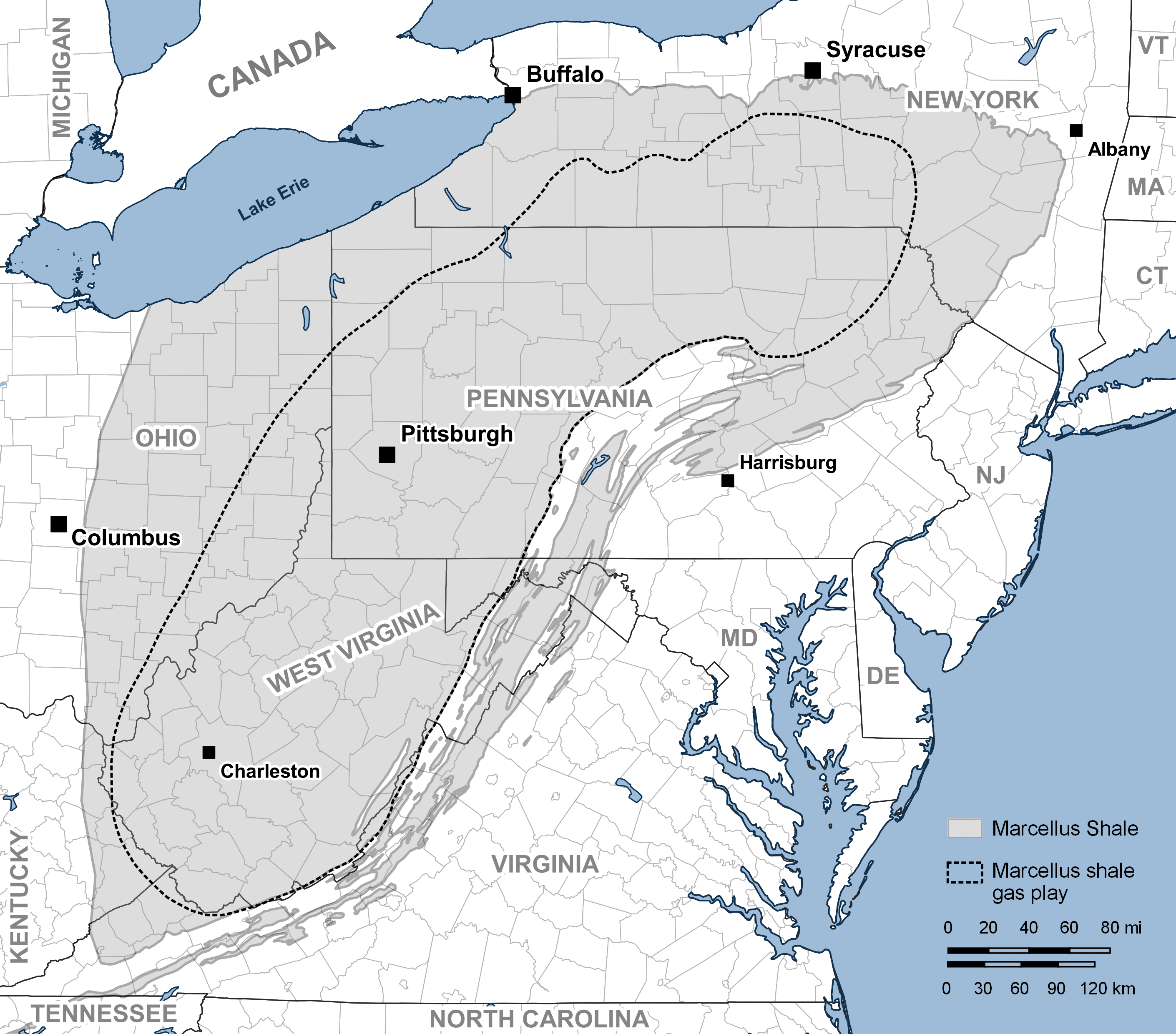
Kaart van Marcellus-gasgebied

In 2011 rondde Chevron de koop af van Atlas Energy. Chevron betaalde US$ 3,2 miljard voor deze Amerikaanse schaliegasproducent actief in het Marcellus-gebied tussen West Virginia en het noorden van New York. Door de snel gestegen productie van schaliegas staan de gasprijzen en koersen van de onafhankelijke gasbedrijven onder druk. Chevron neemt nu Atlas Energy over omdat de gasprijzen laag zijn en de kans groot is dat ze in de toekomst weer gaan stijgen.
In april 2019 deed Chevron een bod op alle aandelen Anadarko Petroleum. Het bod op de aandelen is US$ 33 miljard (ca. €29 miljard) waard en inclusief de schuld komt de overnamesom uit op US$ 50 miljard. Anadarko is actief in de Golf van Mexico, Mozambique, Algerije en Ghana. Op het land heeft het grote belangen in schalie-olievelden in Texas en New Mexico. Occidental Petroleum deed echter een hoger bod en in augustus 2019 werd de overnamestrijd beslist in het nadeel van Chevron.
In juli 2020 maakte Chevron een overnamebod bekend van US$ 5 miljard op Noble Energy. Chevron wil in aandelen betalen voor de Amerikaanse branchegenoot, en neemt verder nog zo'n US$ 8 miljard aan schulden over. Noble is onder andere actief in het Permian Basin, in het zuiden van de Verenigde Staten, rijk aan schalieolie en heeft een belang in het grote Leviathan-aardgasveld in het oosten van de Middellandse Zee. In oktober 2020 werd deze overname afgerond.
In mei 2023 werd de overname bekendgemaakt van PDC Energy.  Chevron is bereid US$ 7,6 miljard te betalen voor deze Amerikaanse olie- en gasproducent. Op 7 augustus 2023 werd de overname afgerond en voor Chevron neemt de productie met zo'n 260.000 vaten olie-equivalent per dag toe en de reserves stijgen met circa 10%.
In oktober 2023 maakte Chevron bekend Hess Corporation te willen overnemen voor US$ 53 miljard en te betalen in aandelen. Voor één aandeel Hess ontvangen de aandeelhouders 1,025 aandelen Chevron. Hess is actief met de olie- en gaswinning in het Stabroek-blok in Guyana, met schalieolie in North Dakota en in het diepe water van de Golf van Mexico en de Golf van Thailand. In 2022 produceerde Hess 344.000 vaten olie-equivalent per dag en behaalde een omzet van ruim US$ 11 miljard. ExxonMobil was tegen de overname en startte een arbitrageproces bij de Internationale Kamer van Koophandel. De maatschappij was van mening dat het recht had op eerste koop van het belang van Hess in het Stabroek-blok. ExxonMobil verloor dit proces en na meer dan een jaar vertraging werd op 18 juli 2025 de overname van Hess door Chevron afgerond.
In januari 2025 besloot het bedrijf 20% van het personeel te ontslaan voor eind 2026. Hiermee verdwijnen zo'n 8000 banen van de 40.000 in totaal, waarvan ongeveer 60% actief is in de Verenigde Staten. Chevron leed voor het eerst sinds jaren weer verlies op de raffinage activiteiten en kampte met vertraging bij de overname van Hess. Deze maatregel moet de kosten met zo'n drie miljard dollar op jaarbasis verlagen.